# 鸡泽镇
鸡泽镇，是中华人民共和国河北省邯郸市鸡泽县下辖的一个乡镇级行政单位。

## 行政区划
鸡泽镇下辖以下地区：
鸡泽县文化路北社区、鸡泽县文化路南社区、南街村、田庄村、王庄村、康双塔村、董双塔村、刘双塔村、王双塔村、何庄村、三里庄村、台头村、东关村、司马堡村、西街村、西关村、东北街村、北关村、小韩固村、沙阳村、西营村、东营村、马坊营村、北安上村、崔青村、魏青村、王青村、龙泉村、城隍东村、城隍西村、城隍营村、韩固村、韩固营村和徐庄村。